# João Salame Neto
João Salame Neto (Marabá, 24 de fevereiro de 1962) é um ex-sindicalista, político e jornalista brasileiro.
Foi deputado estadual e prefeito de Marabá, tornando-se uma das maiores lideranças políticas do sul/sudeste do estado.
No segundo semestre de 2017 foi indicado a ocupar a função de diretor do Departamento Nacional de Atenção Básica da Secretaria de Atenção à Saúde, do Ministério da Saúde em Brasília.

## Biografia
Nascido em 24 de fevereiro de 1962, na cidade de Marabá, João Salame é filho de Roberto Salame e Maria Creusa Silva Salame. Sua família paterna é de origem árabe.
Formou-se em jornalismo pela Universidade Federal de Goiás e tem cursos de especialização em Filosofia e Economia Política.
Começou a carreira de publicitário fundando o Jornal Opinião em 1995 na cidade de Marabá. Foi diretor da Associação Comercial e Industrial de Marabá e presidente do Águia de Marabá Futebol Clube.
É casado com Habiancy Cardoso Rosa Salame, mais conhecida como Bia Cardoso, que foi eleita em 2010 segunda suplente do ex-senador Flexa Ribeiro. Seu irmão, Beto Salame, é advogado e também político.

### Início da carreira política
Iniciou na militância política em 1980, como líder estudantil na Universidade Federal de Goiás, filiando-se ao PMDB nesse mesmo ano, sendo opositor da ditadura militar brasileira. Enquanto no PMDB, militava clandestinamente no Partido Comunista Brasileiro (PCB). Durante a década de 1980, João Salame foi duas vezes diretor do Diretório Central de Estudantes da Universidade Federal de Goiás. Foi presidente do Comitê Goiano para o Ano Internacional da Juventude, tendo participado do Congresso Mundial da Juventude realizado em julho de 1985 em Moscou, na extinta União Soviética.
Em 1985 foi eleito diretor do Sindicato dos Jornalistas de Goiás, e em 1986 membro titular das executivas estaduais da Central Única dos Trabalhadores em Goiás. Em 1988, é leito membro da executiva da CUT no Rio de Janeiro e, em 1989, passa a ser membro titular da Executiva Nacional da CUT.

#### Retorno a Marabá
Em 1989, com a extinção do PCB, migra junto com toda legenda para o Partido Popular Socialista (PPS). Em 1993, aceitou o convite do então prefeito de Marabá, Haroldo Bezerra, para assumir a Assessoria de Comunicação da prefeitura. No mesmo ano, filia-se ao PDT e torna-se vice-presidente do partido em Marabá. Ainda na gestão de Haroldo Bezerra, assume o cargo de gerente regional da Associação dos Municípios do Araguaia e Tocantins. Foi ainda secretário de Planejamento no último ano de governo do prefeito Geraldo Mendes de Castro Veloso.
João Salame Neto é conhecido em todo o estado por ter liderado a luta pela divisão do estado do Pará, e consequente emancipação do estado de Carajás.
Entre 2006 e 2013, foi vice-presidente estadual do PPS e um dos cem membros da direção nacional do partido, presidido pelo deputado federal Roberto Freire.

### Deputado
Candidatou-se pela primeira vez para o legislativo estadual no ano de 2006. Eleito deputado estadual pelo PPS, João Salame ocupou a primeira vice-presidência da assembleia Legislativa do Pará (ALEPA) no biênio 2009/2010.
Até a sua eleição e posse como prefeito de Marabá, Salame esteve exercendo o segundo mandato como deputado estadual e seu reduto eleitoral é a região do Carajás.

### Prefeitura de Marabá
Em 2008, pleiteou pela primeira vez a prefeitura de Marabá, tendo o apoio do então prefeito Sebastião Miranda Filho. Seus principais adversários eram Maurino Magalhães de Lima e Bernadete Ten Caten. Fica em segundo lugar no pleito, perdendo para Maurino, que conquistou 49,79% dos votos válidos.
Em 2012, se candidata novamente à prefeitura de Marabá, tendo como principais concorrentes o ex-prefeito Tião Miranda e o prefeito Maurino Magalhães. Com 56,71% do total de sufrágios válidos, Salame é eleito prefeito de Marabá, cargo que ocupou de 1 de janeiro de 2013 à 31 de dezembro de 2016.

#### Gestão na prefeitura
Assumiu a prefeitura com grandes dificuldades administrativas devido ao rombo fiscal produzido pela gestão anterior. Conseguiu, em pouco mais de seis meses, reverter o quadro encontrado, colocando as contas da prefeitura em ordem. Sua gestão foi marcada pelo maior programa de asfaltamento da história da cidade[carece de fontes?], com cerca de 180 km de pavimentação.

## Troca de legenda, cassação e polêmica
Em outubro de 2013 rompeu definitivamente com seu desafeto político e antigo aliado, o governador Simão Jatene, ao trocar de legenda indo do PPS para o PROS, consequentemente levando consigo seus correligionários.
Segundo a blogueira Ana Célia Pinheiro, um dos desdobramentos desta cisão com Simão Jatene foi a cassação em 5 de novembro de 2011 de seu mandato em primeira instância no TRE-PA, num processo que tramitava na corte desde 2010 sobre distribuição irregular de combustíveis por um assessor de sua campanha de reeleição a deputado estadual, o que poderia caracterizar-se como compra de votos.
Dois dias após a publicação do acórdão em 11 de novembro, conseguiu uma liminar junto ao Tribunal Superior Eleitoral que o reconduziu ao cargo de prefeito.
Revidando a cassação, Salame liberou um áudio em que supostamente há um diálogo entre ele e um intermediador de venda de sentenças judiciais junto ao TRE-PA, o ex-prefeito de Marituba, Antônio Armando.